# Akcja Antyk
Akcja Antyk (akronim od Akcja Antykomunistyczna) – działania kontrpropagandowe mające na celu przeciwdziałanie propagandzie komunistycznej i sowieckiej, rozpowszechnianej głównie przez Polską Partię Robotniczą (wspomaganą przez ZSRR). Akcja była kierowana przez Podwydział „Antyk”, powołany w listopadzie 1943 przy Biurze Informacji i Propagandy (BiP) Komendy Głównej Armii Krajowej. Od momentu powstania do zaprzestania działalności w lipcu 1944 wydziałem kierował Tadeusz Żenczykowski. Akcja Antyk była odpowiednikiem bardziej znanej antynazistowskiej Akcji N.

## Początek
Po powstaniu w 1942 Polskiej Partii Robotniczej, partii komunistów polskich znajdującej się pod kontrolą ZSRR, nasiliły się działania propagandowe PPR wymierzone w Delegaturę Rządu na Kraj oraz podziemie niepodległościowe. Komenda Główna Armii Krajowej oraz Delegatura Rządu, chcąc przeciwdziałać działalności komunistów, uznały za konieczne powołanie specjalnych komórek „K” – mających zbierać materiały do kontrpropagandy, wpływających na kierunki i formę propagandy w prasie wojskowej, oraz inspirujących pracę antykomunistycznych ugrupowań politycznych. Ponieważ aktywność ta nie była wystarczająca i skuteczna, 26 października 1943 Krajowa Reprezentacja Polityczna powołała Społeczny Komitet Antykomunistyczny (SKA) (po nieudanych rozmowach PPR i Delegatury Rządu na Kraj), mający za zadanie przeciwdziałanie i neutralizowanie aktywności PPR.

## Cele
Społeczny Komitet Antykomunistyczny miał realizować część swoich zadań poprzez utworzony w listopadzie 1943 przez BiP AK Podwydział „Antyk”, zwany również Akcją Antyk. Pozostałą działalność propagandową miał wykonywać Departament I Delegatury Rządu, a także prasa antykomunistycznych stronnictw i ugrupowań politycznych. Na przełomie 1943 i 1944 powołane zostały Społeczne Okręgowe Komitety Antykomunistyczne, w których skład weszły lokalne oddziały BiP i Podwydziały „Antyk”. Głównym celem Akcji Antyk była kontrpropaganda, ukazywanie społeczeństwu zafałszowań propagandy komunistycznej, rzeczywistego oblicza ustroju sowieckiego i prawdziwych zamiarów ZSRR wobec Polski – zmierzających do pozbawienia jej niepodległości. Cele te zamierzano osiągnąć głównie rozpowszechniając odpowiednie informacje w wydawanych przez Akcję Antyk gazetach, broszurach i ulotkach.

## Działalność
Akcja Antyk wydawała głównie gazety, w nakładzie 5000 egzemplarzy ukazywał się tygodnik dla wsi „Głos Ludu” – pismo nie miało sygnatur BiP, ponieważ akcja była zakonspirowana nawet w strukturach Armii Krajowej. Pismo miało zdecydowanie antysowiecki i antykomunistyczny profil – artykuły nosiły charakterystyczne tytuły, np.: Sowiecka piąta kolumna, Brunatny hitleryzm-czerwony stalinizm, PPR-agentura sowiecka, Rosja zawsze ta sama, PPR tworzy Sowiety w Polsce, Bataliony Chłopskie piętnują PPR itp. – ZSRR był atakowany również za pomocą analogii z III Rzeszą – stosowano w tym celu konstrukcje słowne typu: NKWD-Gestapo czy hitleryzm-bolszewizm. Jednocześnie krytyce nie podlegały wysuwane przez komunistów projekty przyszłych reform społecznych, z których część na łamach „Głosu Ludu” popierano i zgadzano się na ich realizację po wojnie (głównie dotyczyło to planów parcelacji ziemi, tzw. reformy rolnej).
Do robotników skierowany był dwutygodnik „Wolność Robotnicza”, ukazujący się od listopada 1943 w nakładzie 7000 egzemplarzy, propagujący podobne treści co „Głos Ludu”. Oba pisma, oprócz materiałów antykomunistycznych, zamieszczały również bieżące informacje na temat walki z Niemcami oraz propagandę antyniemiecką.
W ramach Akcji Antyk wydawano również broszury i ulotki, m.in. streszczono historię polsko-sowieckich relacji w wydanej broszurze: Dokumenty mówią...Konflikt polsko-sowiecki w dokumentach i wypowiedziach oficjalnych luty 1943-luty 1944 czy Czerwona Targowica. Wydano również ulotki przedstawiające totalitarny charakter reżimu sowieckiego – w styczniu 1944 ukazały się ulotki – Dwa totalitaryzmy oraz Do kołchozów zapędzić się nie damy.
Po powołaniu KRN wydano również ulotkę, podpisaną przez 23 stronnictwa i organizacje polityczne, zatytułowaną Odpowiedź na manifest KRN – opublikowaną w lutym 1944 w organie prasowym Delegatury Rządu na Kraj, „Rzeczypospolitej Polskiej” w artykule Do Narodu Polskiego, a następnie w tym samym miesiącu zamieszczoną w Biuletynie Informacyjnym.
W ramach Akcji Antyk oddziaływano także poprzez propagandę uliczną, która polegała na zamieszczaniu na murach różnych antykomunistycznych haseł, np.: PPR – zdrajcy, PPR – wróg, PPR – płatne pachołki Rosji itp.

## Epilog
Udział Akcji Antyk w ogólnym bilansie pracy Biura Informacji i Propagandy KG AK, był stosunkowo niewielki – większość wysiłku propagandowego Armii Krajowej skierowana była przeciwko III Rzeszy. W jej realizację na poziomie tworzenia materiałów propagandowych (oprócz sieci dystrybucyjnej) było zaangażowanych 20 ludzi (spośród 150 etatowych pracowników Wydziału Propagandy BiP KG AK). Wydatki Akcji Antyk stanowiły ok. 14% całego budżetu Wydziału Propagandy BiP (i ok. 4% wydatków całego BiP KG AK).
Podwydział „Antyk” działał 9 miesięcy, zakończył swoją działalność pod koniec lipca 1944. Do momentu wybuchu powstania warszawskiego w dniu 1 sierpnia 1944, nie udało się objąć siecią kolportażu terenu całego kraju, m.in. z uwagi na brak wystarczającej liczby ludzi zaangażowanych w tym czasie w inne działania Biura Informacji i Propagandy AK (m.in. w Akcję N). Działalność Akcji Antyk została zawieszona pod koniec 1944, prawdopodobnie odgórnymi rozkazami, a jej materiały zebrano i ukryto w tajnym archiwum – tzw. archiwum „Antyku” odnaleziono w Warszawie w 1957 w czasie odbudowy miasta ze zniszczeń wojennych.